# Arteria hyaloidea
Arteria Hyaloidea är ett blodkärl som försörjer linsen i ögat med näring under fosterstadiet i livet. Arteria Hyaloidea återbildas senare, för att sedan helt försvinna då kammarvattnet kommer att ta över huvuddelen av försörjningen till linsen. Rester av Arteria Hyaloidea kan dock finnas kvar resten av individens liv, och kan ses med hjälp av biomikroskop som en liten central fläck på linsens bakre kapsel. Ibland kan det även förekomma att en "svans" sticker ut från fläcken, även detta en rest från Arteria Hyaloidea.